# Rezzago
Rezzago (lombardul: Rezzagh) település Olaszországban, Lombardia régióban, Como megyében. Lakosainak száma 303 fő (2023. január 1.). Rezzago Asso, Caglio és Caslino d’Erba községekkel határos.

## Népesség
A település lakossága az elmúlt években az alábbi módon változott:
| Lakosok száma | 310  | 308  | 303  |
|               | 2017 | 2018 | 2023 |